# Wikitravel
Wikitravel (Wikiviaje) es un proyecto dedicado a crear una guía de viaje fiable, actualizada, completa y de contenido abierto. A pesar de que está basado en tecnología Wiki para su difusión por internet, dicho proyecto está encaminado a servir para crear guías impresas. Wikitravel se crea con la inefable ayuda de los wikiviajeros (en inglés, Wikitravellers) de todo el mundo.
Wikitravel nació en julio de 2003, inspirado en parte por la Wikipedia. El proyecto utiliza tecnología MediaWiki, al igual que la Wikipedia, pero no es un proyecto de la Fundación Wikimedia. Wikitravel usaba antiguamente una licencia Creative Commons Attribution-ShareAlike 1.0, pero desde el 1 de enero de 2010 usa una licencia Creative Commons Attribution-ShareAlike 3.0. Entre otras cosas, esto facilita la reimpresión de páginas, al no ser obligatorio imprimir el texto completo de la licencia junto al material. 

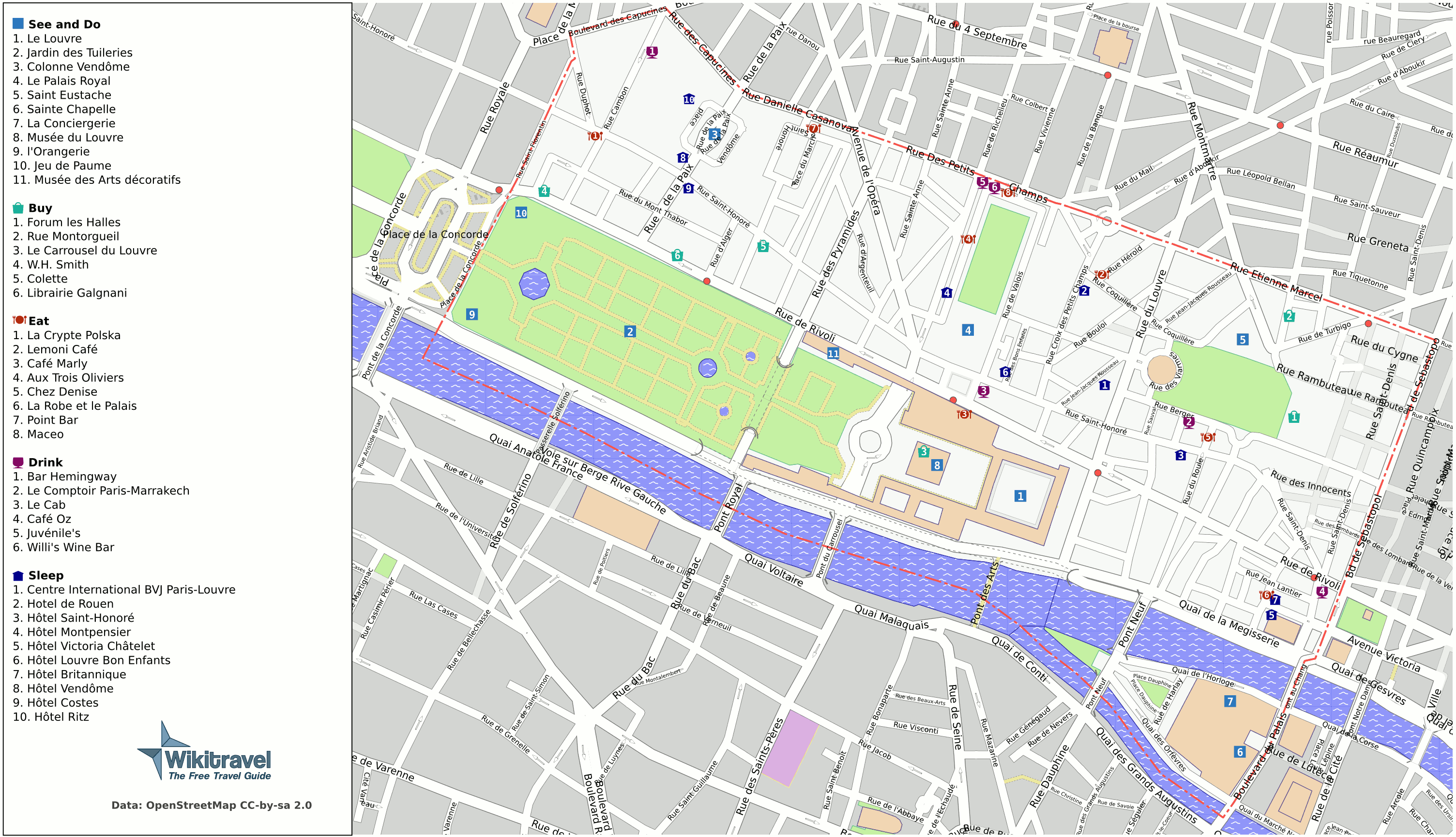
Mapa de París con anotaciones sobre puntos de interés generado para una guía impresa de viajes de Wikitravel a partir de datos del proyecto OpenStreetMap.

Wikitravel es un proyecto multilingüe, disponible en los diecisiete idiomas siguientes: Español, Catalán, Alemán, Esperanto, Inglés, Francés, Finlandés, Hebréo, Hindú, Húngaro, Italiano, Japonés, Neerlandés, Polaco, Portugués, Rumano y Sueco.